# Paradiacantha croceomaculata
Paradiacantha croceomaculata är en insektsart som beskrevs av Günther 1943. Paradiacantha croceomaculata ingår i släktet Paradiacantha och familjen Diapheromeridae. Inga underarter finns listade i Catalogue of Life.